# Richard Wilson, 2. Baron Moran
Richard John McMoran Wilson, 2. Baron Moran, KCMG (* 22. September 1924; † 14. Februar 2014 in London) war ein britischer Politiker, Diplomat, Soldat und Peer.

## Leben und Karriere
Wilson wurde am 22. September 1924 als Sohn von Charles Wilson, 1. Baron Moran, und Dorothy Dufton geboren. Er diente in der Royal Naval Reserve von 1943 bis 1945. Wilson diente auf der Belfast als gewöhnlicher Seemann. Später zum Sub-Lieutenant befördert, diente er auf dem Zerstörer Oribi. 1945 trat er ins Foreign and Commonwealth Office ein.
1973 schrieb er eine Biografie über den britischen Premierminister Henry Campbell-Bannerman. Dafür bekam er den Costa Book Award verliehen. Im selben Jahr wurde er Botschafter in Ungarn und blieb es bis 1976. Dann wurde Wilson Botschafter in Portugal bis 1981 und von 1981 bis 1984 war er Hochkommissar in Kanada.
Am 12. April 1977 erbte er den Titel des Baron Moran. 1992 bis 1994 war er Vorstandsmitglied, 1996 bis 1997 Vizepräsident der Royal Society for the Protection of Birds. Von 1988 bis 1995 und erneut seit 2000 ist er Präsident der Welsh Salmon and Trout Angling Association.
1999 war Wilson einer der Hereditary Peers, die ihren Sitz im House of Lords nach dem House of Lords Act 1999 behielten. Dort saß er als Crossbencher. Seit 2006 war er stellvertretender Vorsitzender der Conservation and Wildlife Group.

## Familie
Seit 1948 war er mit Shirley Rowntree Harris verheiratet. Sie hatten zusammen zwei Söhne und eine Tochter.

## Veröffentlichung
- 1973: A Life of Sir Henry Campbell-Bannerman